# Băneștii Noi, Telenești
Băneștii Noi este un sat din cadrul comunei Bănești în raionul Telenești, Republica Moldova.
Satul Băneştii Noi este o localitate in Raionul Teleneşti situata la latitudinea 47.5866 longitudinea 28.4033 si altitudinea de 86 metri fata de nivelul marii. Aceasta localitate este in administrarea s. Băneşti. Conform recensamintului din anul 2004 populatia este de 800 locuitori. Distanța directă pîna în or. Teleneşti este de 9 km. Distanța directă pîna în or. Chişinău este de 76 km. SS